# 메타이론
메타이론(metatheory)은 이론을 대상으로 하는 이론이다. 모든 연구분야의 이론들은 메타이론을 공유한다. 공유되는 메타이론이 명확하거나 정확한지는 상관없다. 좀 더 제한되고 구체적인 의미로는, 수학과 수리 논리학에서 알 수 있다. 즉, 메타이론은 다른 수리 모델(수학적 이론)에 대한 수리 모델이다.

## 같이 보기
- 초감정
- 메타인지
- 메타 언어